# قره‌آغاج (آذربایجان شرقی)
قَرَه‌آغاجْ (چارْاُویْماقْ) (به معنی درخت نارون، قره به معنی سیاه و آغاج به معنی درخت) جنوبی‌ترین شهر در بین مراکز شهرستان‌های استان آذربایجان شرقی و مرکز اداری شهرستان چاراویماق است. جمعیت این شهر در سال ۱۴۰۰ خورشیدی بالغ بر ۱۴٫۶۵۶نفر بوده و ۳۶ اُمین شهر استان محسوب می‌شود.
قره‌آغاج ۶۵ کیلومتر با میانه، ۷۰ کیلومتر با هشترود و ۱۹۳ کیلومتر با تبریز (مرکز استان) فاصله دارد. عمده بازار مردمان منطقه به دلیل دوری از تبریز، نخست میانه (به دلیل نزدیکی به این شهر از طریق جاده میاندوآب - میانه) است.

## وجه تسمیه
واژهٔ قره‌آغاج در زبان ترکی آذربایجانی به معنی درخت نارون است که به دلیل رشد درختان بلند نارون در این منطقه و مخصوصاً در اطراف شهر قره‌آغاج، این شهر بدین نام معروف شده‌است. البته عده‌ای به‌اشتباه واژهٔ قره‌آغاج را به‌معنی «درخت سیاه» معنا می‌کنند؛ در حالی که این معنی کاملاً اشتباه است. چنین اشتباهی در مورد قره‌چمن نیز دیده می‌شود که آن را به اشتباه به معنی «چمن سیاه» یاد می‌کنند؛ در حالی‌که نام این روستا حکایت از زیادی چمنزارهای اطراف آن دارد.